# Radwaniec
Radwaniec – wieś w Polsce położona w województwie wielkopolskim, w powiecie konińskim, w gminie Kazimierz Biskupi.
W latach 1975–1998 miejscowość administracyjnie należała do województwa konińskiego.
W 1882 roku we wsi istniał folwark Radwaniec.
W styczniu 1948 roku w Radwańcu został aresztowany Marcin Kaban ps. Warszawiak z Kazimierza Biskupiego – żołnierz podziemia antykomunistycznego.